# Rajella caudaspinosa
Rajella caudaspinosa (лат.) — вид хрящевых рыб семейства ромбовых скатов отряда скатообразных. Обитают в юго-восточной Атлантике между 27° ю. ш. и 40° ю. ш. Встречаются на глубине до 718 м. Их крупные, уплощённые грудные плавники образуют ромбовидный диск. Максимальная зарегистрированная длина 32 см. Откладывают яйца. Не являются объектом целевого промысла.

## Таксономия
Впервые вид научно описан в 1923 году. Вид назван в честь Генри Брайанта Бигелоу, американского океанографа и морского биолога.

## Ареал
Эти батидемерсальные скаты обитают в Атлантическом океане у берегов Канады, Гренландии, Исландии, США и Западной Сахары. Встречаются в средней части материкового склона и, вероятно, на абиссальной равнине в основном глубже 1400 м. глубине от 600 до 2172 м.

## Описание
Широкие и плоские грудные плавники этих скатов образуют диск в виде сердечка. На вентральной стороне диска расположены 5 жаберных щелей, ноздри и рот. На длинном хвосте имеются латеральные складки. От прочих глубоководных атлантических скатов этот вид отличается светло-коричневой окраской дорсальной поверхности. Вентральная сторона белая. Некоторые особи полностью ровного белого цвета. Максимальная зарегистрированная длина 90 см.

## Биология
Подобно прочим ромбовым эти скаты откладывают яйца, заключённые в жёсткую роговую капсулу с выступами на концах. Эмбрионы питаются исключительно желтком. Рацион взрослых скатов состоит из мелких ракообразных, кальмаров и полихет. 

## Взаимодействие с человеком
Эти скаты не являются объектом целевого промысла. Попадаются в качестве прилова при донном тралении. Международный союз охраны природы присвоил виду охранный статус «Вызывающий наименьшие опасения».